# Departament de Flores
Flores (en castellà i oficialment Departamento de Flores) és departament del sud-oest de l'Uruguai. Limita al nord amb el departament de Río Negro, al nord-est amb el de Durazno, a l'est amb el de Florida, al sud amb el de San José, i a l'oest amb el de Soriano, tenint al sud-oest un lleuger contacte amb Colonia.
Amb una superfície de 5.144 km², és un dels cinc departaments més petits del país, al costat de Montevideo, Canelones, Maldonado i San José. Va ser creat per decret del parlament el 1885, a partir del territori del departament de San José, el qual abastava també l'actual departament de Florida, creat el 1856. La capital departamental és la ciutat de Trinidad – situada 188 km al nord-oest de Montevideo–, amb una població de 20.982 habitants (2004).
El 2010, ocupava la tercera posició dins de l'Uruguai pel que fa a l'Índex de Desenvolupament Humà, amb 0,772 punts, una xifra comparable amb la de països com Kuwait. També, segons les dades del cens del 2004, Flores tenia 25.104 habitants, essent, per tant, el departament menys poblat de l'Uruguai.
Els actuals símbols de Flores – la bandera i l'escut d'armes – representen els gautxos, la lluita per la independència i l'Orde Trinitari.

## Etimologia
El departament de Flores va ser creat el 1885 a partir del territori del ja existent departament de San José, actualment de superfície més reduïda. El nom de Flores deriva del cabdill, polític del Partit Colorado i president de l'Uruguai Venancio Flores (1808–1868), nascut a la ciutat de Trinidad.

## Història
A finals del segle xviii el territori de l'actual departament de Flores estava en poder de només dos terratinents: Francisco Alzáybar, capità de la Reial Armada Espanyola, responsable de transportar els primers immigrants des de les Illes Canàries per a la fundació de Montevideo, i Miguel Ignacio de la Cuadra, tinent coronel de l'artilleria de Montevideo. Tots dos militars, en no tenir demarcats els límits dels seus camps, afavorien la presència de caçadors de bestiar a les seves fronteres.
Malgrat els esforços dels militars, entre les dues propietats es va establir un caseriu conegut com a «Porongos» per una carbassa silvestre abundant en la zona que s'usava per beure mate, una infusió típica de la regió riuplatenca.
El 1802 es va construir una capella, a càrrec del frare Manuel Ubeda, de l'Ordre dels Trinitaris Calçats devots de la Divina Trinitat. És ell qui, en rebre de la vídua de Miguel de la Cuadra, Inés Durán, la donació dels solars, va fundar la vila de la «Santísima Trinidad de los Porongos».
Des de mitjan 1860, existia un important moviment de veïns de la vila de la Santísima Trinidad que aspiraven que aquests territoris que constituïen la 3a Secció Judicial de San José, fossin separats d'aquest i constituïssin un nou departament. Tal iniciativa no hauria de tenir èxit fins a l'any 1885, quan el llavors president de la República, el Gral. Máximo Santos, va decidir la creació d'un nou departament. Va ser així que per la llei n. 1854 del 30 de desembre de 1885 va néixer el departament de Flores del territori que abans pertanyia a la 3a Secció Judicial de San José.

## Geografia

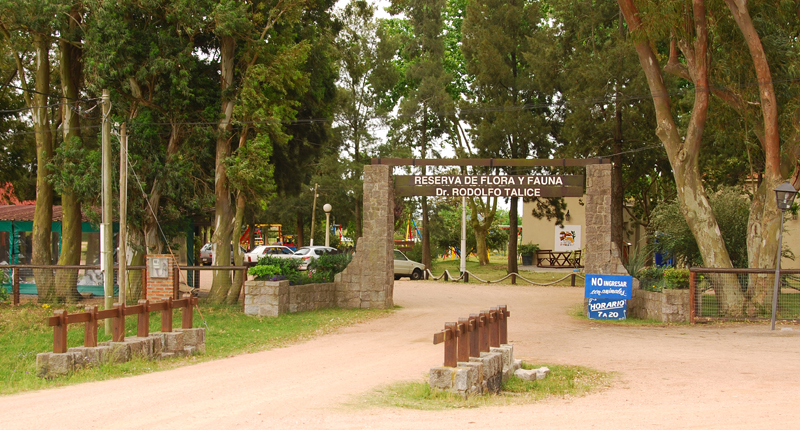
Reserva natural Dr. Rodolfo Talice.

### Orografia
Flores té el terreny ondulat per la Cuchilla Grande (les cuchillas a l'Uruguai són cadenes de turons), que en ell desprenen els ramals de Marincho, de Porongos i d'altres. Al sud-oest destaquen els Cerros de Ojosmín. Té abundants gresos de Palacio al seu extrem septentrional, on formen escarpes panoràmiques, i en ser erosionades deixen lloc a les anomenades grutes, com la del Palacio, típic d'aquesta classe de formacions, amb columnes. L'esmentat gres ferruginós té una coloració vermellosa característica, i s'empra per a la reparació de camins.
El departament de Flores també és ric en mars de pedra de curta extensió, en zones on aflora el granit (Marincho, Arroyo Grande), i en alguns turons (Ojosmín).

### Hidrografia
La Cuchilla Grande forma la divisòria principal del departament, separant les conques del Río Negro de la del riu Santa Lucía. Un afluent d'aquest riu és el riu San José, el qual neix al departament; cap al Río Negro hi és el riu Yí i l'Arroyo Grande.
La Cuchilla de Marincho separa els tributaris de l'Arroyo Grande dels del riu Yí. El rierol Porongos, què passa a poca distància de Trinidad, capital del departament, també és un afluent de l'esmentat Arroyo Grande. Al sud el riu San José, s'ubica el rierol San Gregorio.

## Economia
Hi ha zones on es conreen cereals com el blat, el blat de moro, el lli i el gira-sol. El sud-oest es dedica en part a la lleteria, elaborant-se formatge. El departament destaca principalment per la seva producció llanera.
Entre les activitats industrials poden esmentar-se la rentada de llana, la fabricació de formatges, l'adobat de cuirs, i la fabricació de maons i rajoles, amb establiments generalment petits i ubicats molts d'ells a la capital, Trinidad.

### Estadístiques
- Migració interna: 24%
- PBI departamental: US$ 4796 per capita
- Llars amb NBI: 28,5%
- Taxa de desocupació: 14%

## Demografia

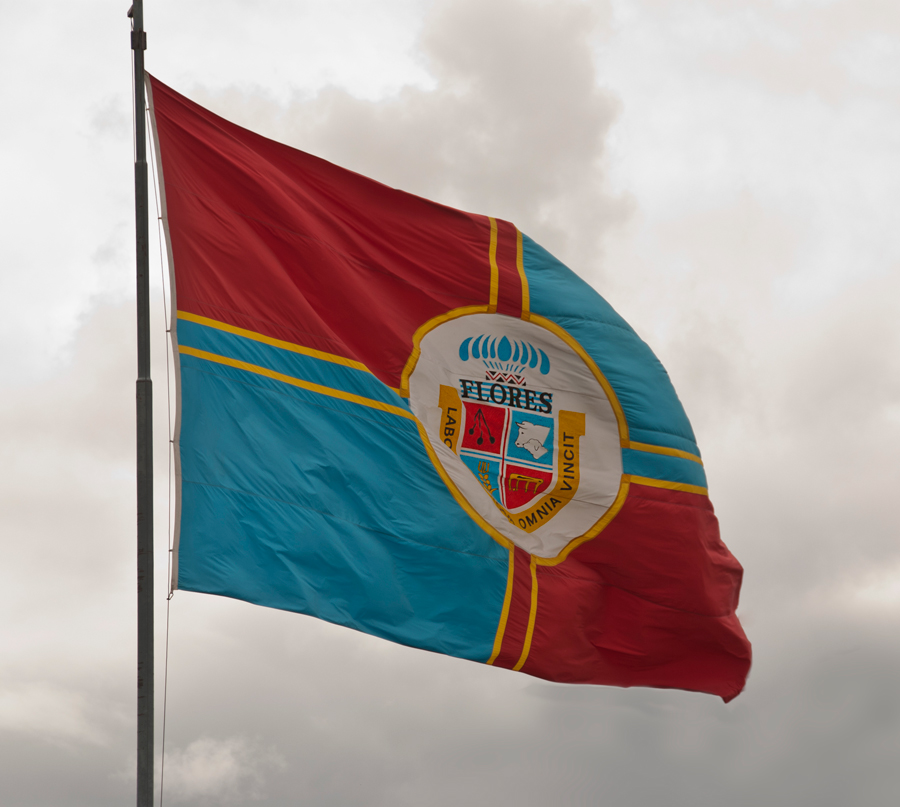
La bandera de Flores, ciutat de Trinidad.

Segons el cens de 2004, hi ha en el departament 25.104 habitants i 8.137 llars particulars. La mitjana de persones per habitatge és de 3,0 persones. Per cada 100 dones hi ha 97,5 homes.
- Taxa de creixement exponencial de la població: -0,313% (2004)
- Taxa bruta de natalitat: 14,20 naixements/1.000 persones (2004)
- Taxa bruta de mortalitat: 9,97 morts/1.000 persones (2004)
- Mitjana d'edat: 34,2 anys (32,8 homes, 35,7 dones)
- Esperança de vida en néixer:
  - Població total: 76,96 anys
  - Homes: 72,98 anys
  - Dones: 81,10 anys
- Nombre mitjà de fills per dona: 2,13 fills/dona
- Ingrés mitjà mensual per capita de la llar (ciutats de 5.000 o més habitants): 4.754,1 pesos/mes

### Principals centres urbans

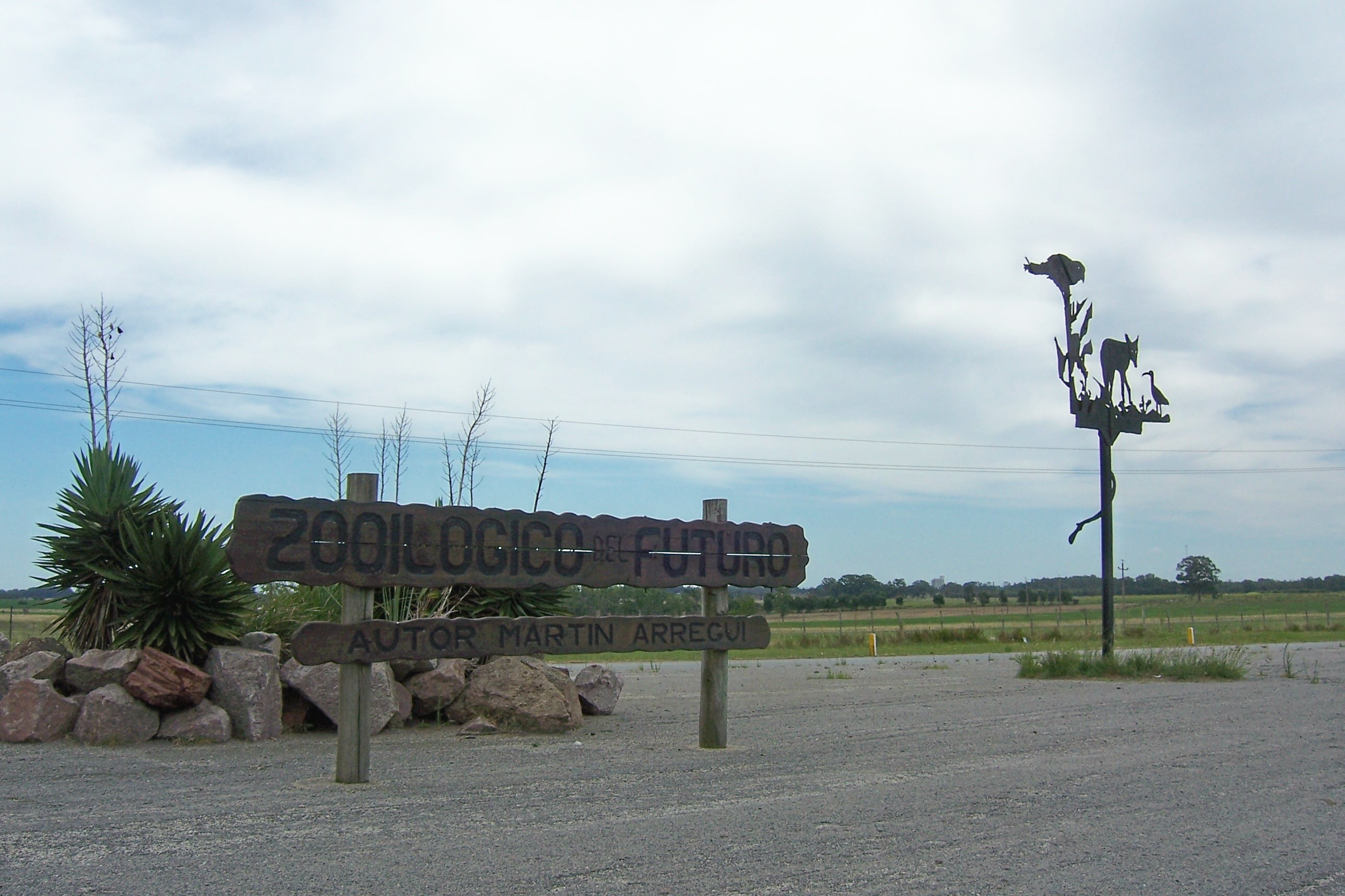
Zoològic del futur. Obra de Martín Arregui.

(Pobles o ciutats de Flores - dades del cens de l'any 2004.)
| Ciutat/Poble    | Població |
| --------------- | -------- |
| Ismael Cortinas | 1.069    |
| Trinidad        | 20.982   |
| Andresito       | 140      |
| La Casilla      | 93       |
| Àrea Rural      | 3.730    |

- Aldecoa.
- Arroyo Grande.
- Arroyo Malo.
- Chamangá.
- Corral de Piedra.
- Costa de San José.
- La Pedrera (Flores).
- Las Violetas.
- Los Ahogados.
- Marincho.

## Transport
Flores és un departament petit, escassament poblat, i amb infraestructures limitades. La principal via d'accés al departament és la ruta nacional 3, la qual connecta Flores amb la capital del país, la ciutat de Montevideo, i amb l'extrem nord de l'Uruguai, el departament d'Artigas.

## Govern
D'acord amb l'article 262 de la Constitució de la República, en matèria d'administració departamental: 
| « | el Govern i Administració dels Departaments, a excepció dels serveis de seguretat pública, seran exercits per una Junta Departamental i un Intendent. Tindran la seva seu a la capital de cada departament i iniciaran les seves funcions seixanta dies després de la seva elecció. A més, l'Intendent, amb acord de la Junta Departamental, podrà delegar en les autoritats locals l'exercici de determinades comeses en les seves respectives circumscripcions territorials(...). | » |

Flores ha estat governat des de sempre pels partits de dreta, liberals i conservadors, amb un predomini d'aquests últims. Durant els darrers anys, els partits Nacional (conservador) i Colorado (dreta liberal) alternaven el poder. L'actual intendent és Armando Castaingdebat (PN).

## Esport
L'esport per excel·lència d'aquest departament és el futbol, tenint com a principals equips Independiente i Porongos.